# Streymoy
L'isola di Streymoy (letteralmente “isola delle correnti”, in danese Strømø) è la più grande delle Isole Fær Øer con una superficie di 374,2 km², e la più abitata con i suoi 23.511 abitanti. Circa 20.000 abitanti dell'isola risiedono nella capitale Tórshavn.

## Geografia
L'isola ha una forma oblunga e si estende per 47 km secondo la direzione maggiore e per circa 10 km secondo la direzione trasversale. È solcata nella zona sud-orientale da due profondi fiordi: il Kollafjørður e il Kaldbaksfjørður.
L'isola ha un paesaggio montagnoso, specie nella zona nord-orientale dove si trova anche il picco più alto, il Kopsenni (789 m). Come in tutto l'arcipelago ci sono molti piccoli corsi d'acqua e laghetti e la vegetazione non vede la presenza di alberi.
Lo stretto di Sundini separa ad est Streymoy dalla seconda isola dell'arcipelago, Eysturoy. Attorno all'estremo meridionale dell'isola si affacciano altre tre piccole isole: Koltur, Hestur e Nólsoy.
Ad ovest si trova l'isola di Vágar, a sud quella di Sandoy.

### Lista di montagne
| Montagna              | Altezza |
| --------------------- | ------- |
| Kopsenni              | 789 m   |
| Ørvisfelli            | 783 m   |
| Malaknúkur            | 777 m   |
| Skælingur             | 767 m   |
| Melin                 | 764 m   |
| Mosarøkur             | 756 m   |
| Sornfelli             | 749 m   |
| Sneis                 | 747 m   |
| Árnadalstindur        | 718 m   |
| Stígarnir             | 710 m   |
| Víkartindur           | 701 m   |
| Gívrufelli            | 700 m   |
| Heyggjurin Mikli      | 692 m   |
| Fjallið millum Botnar | 686 m   |
| Húgvan                | 674 m   |
| Núgvan                | 667 m   |
| Múlin                 | 663 m   |
| Lágafjall             | 663 m   |
| Bøllufjall            | 658 m   |
| Eggjarmúli            | 651 m   |
| Gívrufjall            | 649 m   |
| Tosskorarhorn         | 644 m   |
| Borgin                | 642 m   |
| Loysingafjall         | 639 m   |
| Høvdin                | 635 m   |
| Vørlufjall            | 633 m   |
| Postulakirkja         | 626 m   |
| Moskursfjall          | 624 m   |
| Snubburnar            | 623 m   |
| Navirnar              | 622 m   |
| Sátan                 | 621 m   |
| Egilsfjall            | 618 m   |
| Bollin                | 616 m   |
| Stallur               | 614 m   |
| Pætursfjall           | 613 m   |
| Vitin                 | 605 m   |
| Langafjall            | 599 m   |
| Miðalfelli            | 596 m   |
| Knúkurin              | 589 m   |
| Kaldbakskambur        | 588 m   |
| Tindur                | 579 m   |
| Fjallið Litla         | 572 m   |
| Mýlingur              | 564 m   |
| Stiðjafjall           | 547 m   |
| Sandfelli             | 537 m   |
| Tungulíðfjall         | 535 m   |
| Ritufelli             | 499 m   |
| Konufelli             | 491 m   |
| Dyllan                | 481 m   |
| Murufelli             | 479 m   |
| Gásafelli             | 477 m   |
| Hægstafjall           | 470 m   |
| Rossafelli            | 453 m   |
| Vatnfelli             | 429 m   |
| Ytriheyggjur          | 425 m   |
| Fjallið               | 417 m   |
| Heimariheyggjur       | 409 m   |
| Gásafelli             | 399 m   |
| Árndalsfjall          | 382 m   |
| Lambafelli            | 366 m   |
| Kirkjubøreyn          | 351 m   |
| Reynið                | 349 m   |
| Lómfelli              | 345 m   |
| Húsareyn              | 345 m   |
| Kirkjubøkambur        | 306 m   |
| Tvørfelli             | 273 m   |
| Fjallið               | 222 m   |
| Lítlafjall            | 198 m   |
| Fjallið               | 188 m   |

## Popolazione
I 23.511 abitanti di quest'isola rappresentano il 40% dell'intera popolazione delle Isole Fær Øer. Su Streymoy la popolazione è concentrata nella capitale Tórshavn che conta circa 20.000 abitanti ed è la sede del governo, dell'università, nonché il porto principale e centro di tutti i commerci.
Altri centri di una certa importanza sono Vestmanna ad ovest, scalo per i traghetti, Kollafjørður nel centro dell'isola e i pittoreschi Saksun e Tjørnuvík nel nord. Ha importanza dal punto di vista storico il villaggio di Kirkjubøur presso l'estremo meridionale, che fu sede episcopale nel medioevo.

## Trasporti
Il tunnel di Vágar, aperto nel 2002, collega l'isola a quella di Vágar (su cui è situato l'unico aeroporto delle isole, l'aeroporto di Vágar), mentre il tunnel dell'Eysturoy, aperto nel 2023, e il ponte di Streymin collegano l'isola a quella di Eysturoy. Infine, il tunnel di Sandoy, aperto nel 2023, collega l'isola a quella di Sandoy.
Sono presenti traghetti dall'isola verso le isole di Sandoy, Suðuroy e Nólsoy, nonché dal porto di Tórshavn a Hirtshals, in Danimarca, e a Seyðisfjörður in Islanda.